# McKesson Plaza
O McKesson Plaza é um arranha-céu de escritórios de 38 andares de 161 m (528 pés), localizado no Distrito Financeiro de São Francisco, Califórnia. O edifício serve como sede da McKesson Corporation.
Projetado pelo arquiteto Welton Becket, o edifício exemplificou sua propensão para padrões geométricos repetitivos e paredes revestidas de pedra natural.